# Rockneby
Rockneby är en tätort i Kalmar kommun och kyrkby i Ryssby socken.
Rockneby ligger vid E22:an och Stångådalsbanan, cirka två mil norr om centralorten Kalmar. Stationshuset är emellertid rivet och stationen är numer linjeplats.

## Befolkningsutveckling
| Befolkningsutvecklingen i Rockneby 1960–2020 | Befolkningsutvecklingen i Rockneby 1960–2020 | Befolkningsutvecklingen i Rockneby 1960–2020 | Befolkningsutvecklingen i Rockneby 1960–2020 | Befolkningsutvecklingen i Rockneby 1960–2020 |
| -------------------------------------------- | -------------------------------------------- | -------------------------------------------- | -------------------------------------------- | -------------------------------------------- |
|                                              |                                              |                                              |                                              |                                              |
| År                                           |                                              |                                              | Folkmängd                                    | Areal (ha)                                   |
| 1960                                         | 1960                                         |                                              | 708                                          |                                              |
| 1965                                         | 1965                                         |                                              | 829                                          |                                              |
| 1970                                         | 1970                                         |                                              | 859                                          |                                              |
| 1975                                         | 1975                                         |                                              | 904                                          |                                              |
| 1980                                         | 1980                                         |                                              | 853                                          |                                              |
| 1990                                         | 1990                                         |                                              | 845                                          | 164                                          |
| 1995                                         | 1995                                         |                                              | 852                                          | 164                                          |
| 2000                                         | 2000                                         |                                              | 844                                          | 164                                          |
| 2005                                         | 2005                                         |                                              | 880                                          | 164                                          |
| 2010                                         | 2010                                         |                                              | 869                                          | 163                                          |
| 2015                                         | 2015                                         |                                              | 898                                          | 175                                          |
| 2020                                         | 2020                                         |                                              | 980                                          | 176                                          |
|                                              |                                              |                                              |                                              |                                              |

## Samhället
Ortens bebyggelse består till övervägande del av småhus. I centrum finns några flerfamiljshus med omkring 40 lägenheter.
I Rockneby finns en del service, bland annat en ICA-butik, Kyrkelunds Handelsträdgård inkl. AdLib kafé, Café Lilla Tjorven, Tjorven-museet, Nöbble Gårdsbutik, Lenas Gårdsbutik, bilverkstad Bergs Bilservice, antikvariat, bensinstation, skola (Rocknebyskolan, F-6), daghem, bibliotek, sporthall, äldreboende/servicehem, pizzeria och sadelmakeri & tapetserarverkstad. På orten finns en kyrka, Ryssby kyrka, och i anslutning till den ett församlingshem. 

## Idrott
Här finns idrottsklubben Rockneby IK, Rockneby Gymnastikförening och Ridklubben Udden.